# دانشنامه فرزند
دانشنامه فرزند، یک دانشنامه تخصصی با موضوع خانواده و کودک است که از زمستان ۱۳۸۸ فعالیت خود را آغاز نمود. وبگاه دانشنامه فرزند یکی از وبگاه‌های بزرگ پزشکی و مامایی در ایران است و طبق آمار رتبه صفحه وبگاه بین‌المللی Alexa Internet، نزدیک به ۵۰۰ وبگاه ایرانی و خارجی به دانشنامه فرزند پیوند داده‌اند.

## موضوعات
در دانشنامه فرزند مقالاتی پیرامون موضوع اقدام به بارداری، بارداری، نازایی، زایمان، نگهداری از کودک و نوزاد، تربیت کودکان، بیماری‌های کودکان وجود دارد.

## ابزار و محاسبه‌گرها
از ابزارهای موجود در دانشنامه می‌توان به موارد زیر اشاره کرد:

### پیش از بارداری
- ماشین حساب تخمک‌گذاری
- محاسبه تخمک‌گذاری در قاعدگی نامنظم
- محاسبه طول دوره قاعدگی

### بارداری و زایمان
- فرهنگ نام‌ها
- ماشین حساب زایمان
- تقویم بارداری
- محاسبه زمان زایمان براساس سونوگرافی

### تغذیه و رشد
- ماشین حساب نمودار رشد کودک[۶]
- ماشین حساب BMI

### نوزاد و کودک
- ماشین حساب واکسیناسیون
- محاسبه سن
- ماشین حساب تولد

## افتخارات
- برنده تندیس زرین ششمین دوره جشنواره وب و موبایل ایران در گروه خانواده و کودک[۷]
- وبگاه برتر گروه خانواده و کودک در هشتمین دوره جشنواره وب و موبایل ایران به انتخاب مردم
- انتخاب به عنوان وبگاه برتر در حوزه خانواده و کودک طی سال‌های ۹۲ الی ۹۷ در جشنواره وب و موبایل ایران
- دریافت لوح شایسته تقدیر در نهمین دوره جشنواره رسانه‌های دیجیتال[۸]

## تعطیلی
از اواخر سال ۲۰۲۲ (پاییز سال ۱۴۰۱) این سایت بدون هیچ توضیحی عملا از دسترس خارج شد. آخرین ذخیره سازی در وبگاه وی‌بک ماشین مربوط به ۲۸ اکتبر ۲۰۲۲ (۶ آبان ۱۴۰۱) است.